# گرسن (نبراسکا)
گرسن(به انگلیسی: Garrison) شهری در ایالت نبراسکا کشور ایالات متحده آمریکا است که جمعیت آن در سرشماری سال ۲۰۱۰ میلادی، ۵۴ نفر بوده‌است.